# Димитър Димитров (партизанин, 1915)
Вижте пояснителната страница за други личности с името Димитър Димитров.
 Димитър Йорданов Димитров е български партизанин, генерал-майор.

## Биография
Роден е на 1 февруари 1915 година в старозагорското село Дълбоки. Завършва прогимназиално образование в родното си село. От 1930 година членува в РМС, а от 1940 и в БКП. Между 1933 и 1935 е член и секретар на ОК на РМС. След провал на Окръжния комитет излиза в нелегалност. Арестуван през 1936 г. от полицията. Изключен от РМС поради държанието си там и поради левосектантските си позиции. Осъден е на 15 години затвор. В периода 1936 – 1941 година лежи в затвора заради политическите си убеждения. Помилван е през 1941 г. и започва работа като магазинер. От 1942 до 1943 г. е трудовак. През 1943 е интерниран в Демирхисар. От април 1944 при опит да бъде арестуван се включва в Съпротивителното движение през Втората световна война като партизанин в партизански отряд „Хаджи Димитър“. Бил е началник-щаб на отряда.
На 11 септември 1944 с чин капитан е назначен за помощник-командир на единадесети пехотен сливенски полк, с който участва във Втората фаза на българското участие във войната. Завръща се със звание майор. Награждаван е с орден „За храброст“, IV степен, 1 клас и съветския орден „Червена звезда“. След войната постъпва в българската армия. Между 1945 и 1946 г. учи във Военното училище. След това е командир на граничен участък в Сливенград. От 1954 г. е генерал-майор.
Учи във Военната академия в София (1947 – 1950), както и Академията на Генералния щаб на въоръжените сили на СССР в Москва. След завършването на Военната академия през 1950 г. е началник на Оперативния отдел на Гранични войски. След това е заместник-началник-щаб (март-ноември 1951), от ноември 1951 г. е началник-щаб. По-късно е заместник-командващ Гранични войски. От 1955 г. е началник-щаб на Управление на войските на МВР. От 1959 г. е началник на школата „Георги Димитров“.  Уволнява се през 1963 г. В периода 1968 – 1975 г. е военно аташе в Югославия и Австрия.

## Образование
- Курс за старши офицери Военно народно училище „Васил Левски“ – (1945 – 1946)
- Военна академия „Георги Раковски“ – (1947 – 1950)
- Академия на Генералния щаб на въоръжените сили на СССР